# Lénora Guion-Firmin
Lénora Guion-Firmin (née le 7 août 1991 à La Trinité) est une athlète française, spécialiste du 200 mètres et du 400 mètres, licenciée au club de l'Aiglon du Lamentin.

## Biographie
Elle remporte les titres nationaux jeunes du 200 m, du 300 m et du relais 4 × 100 m en 2007 et 2008. En 2009, elle fait partie du relais 4 × 400 m français médaillé de bronze aux championnats d'Europe juniors de Novi Sad.
Étudiante aux États-Unis à l’Université du Maryland, elle participe aux championnats d'Europe 2012, à Helsinki, où elle s'adjuge la médaille d'argent du relais 4 × 400 m en compagnie de ses compatriotes Phara Anacharsis, Marie Gayot et Floria Guei. L'équipe de France, qui établit le temps de 3 min 25 s 49, est devancée par l'Ukraine. Elle est membre du relais 4 × 400 m français (remplaçante) des Jeux olympiques de Londres qui termine à la 6e place en finale en 3 min 25 s 92.
Lénora Guion-Firmin s'illustre en juillet 2013 lors des championnats d'Europe espoirs de Tampere, en Finlande, en remportant trois médailles. Vainqueur de l'épreuve du 400 m en établissant un nouveau record personnel en 51 s 68, elle se classe deuxième du 200 m, derrière la Britannique Jodie Williams, en améliorant de nouveau sa meilleure marque personnelle (22 s 96). Elle décroche enfin la médaille de bronze au titre du relais 4 × 400 m.
Lénora Guion-Firmin participe aux championnats du monde d'athlétisme de Moscou. Le 15 août 2013, elle est éliminée en demi-finale du 200 m après avoir battu son record personnel en séries en 22 s 91. Elle prend également la quatrième place du relais 4x400 m, en 3 min 24 s 21, en compagnie de Marie Gayot, Muriel Hurtis et Floria Guei. Elle récupérera finalement la médaille de bronze avec ses compatriotes en 2017, à la suite de la disqualification du relais russe pour dopage. L'IAAF annonce le 26 juillet 2017 qu'une cérémonie pour remettre la médaille aura lieu le 4 août 2017 pendant les Championnats du monde de Londres.

## Palmarès
| Date | Compétition                       | Lieu      | Résultat | Épreuve   |
| ---- | --------------------------------- | --------- | -------- | --------- |
| 2009 | Championnats d'Europe juniors     | Novi Sad  | 3e       | 4 × 400 m |
| 2012 | Championnats d'Europe             | Helsinki  | 2e       | 4 × 400 m |
| 2013 | Championnats d'Europe par équipes | Gateshead | 3e       | 4 × 400 m |
| 2013 | Championnats d'Europe espoirs     | Tampere   | 2e       | 200 m     |
| 2013 | Championnats d'Europe espoirs     | Tampere   | 1re      | 400 m     |
| 2013 | Championnats d'Europe espoirs     | Tampere   | 3e       | 4 × 400 m |
| 2013 | Championnats du monde             | Moscou    | 3e       | 4 × 400 m |
| 2014 | Relais mondiaux de l'IAAF         | Nassau    | 4e       | 4 × 400 m |
| 2015 | Relais mondiaux de l'IAAF         | Nassau    | 4e       | 4 × 400 m |

## Records
| Épreuve | Performance | Lieu    | Date            |
| ------- | ----------- | ------- | --------------- |
| 200 m   | 22 s 91     | Moscou  | 15 août 2013    |
| 400 m   | 51 s 68     | Tampere | 13 juillet 2013 |